# Земская улица (Мариуполь)
Зе́мская у́лица (укр. Земська вулиця) — одна из первых улиц Мариуполя (Донецкая область), расположена в историческом центре города. Носит историческое наименование (с 28 сентября 1878 года). В 1919 году Мариупольский горсовет утвердил решение о переименовании улицы на улицу имени Розы Люксембург (до декабря 1991 года). На Земской улице расположены: одно из зданий швейной фабрики, чулочная фабрика, общество глухих. Улица начинается на Слободке от берега Таганрогского залива и оканчивается примыканием к Кузнечному переулку, пересекая на своём пути следующие улицы (с юга на север):

## Достопримечательности
- Часть Земской улицы начиная с пересечения с ул. Первой Слободки и заканчивая ул. Итальянская, имеет название Спуск Гампера, назван в честь особого дома — дома Гампера.
- В начале спуска Гампера расположен дом где жил Сергей Фёдорович Гампер из за этого дом имеет название дом Гампера., расположенный по ул. Земская 45[1].
- На пересечении ул. Земской и ул. Георгиевская, располагается Мариупольская чулочно-текстильная Фабрика (сегодня «Фея»)
- Площадь «Освобождения»
- Деловой центр «Домаха»

## Пересечения с улицами
- переулок Земской
- Гаванная улица
- Рыбная улица
- железнодорожный переезд на линии Мариуполь — Сартана
- Паровозная улица
- улица Линника
- Донецкая улица
- улица Вторая Слободка
- улица Первая Слободка
- Итальянская улица
- Георгиевская улица
- проспект Мира
- Николаевская улица
- Митрополитская улица
- Кузнечный переулок